# Purpendicular
Purpendicular är ett album från 1996 med Deep Purple. Deep Purple hade nu en ny gitarrist, Steve Morse, och detta är hans första album med gruppen. De mest kända sångerna är förmodligen "Ted the Mechanic" och "Sometimes I Feel Like Screaming".

## Låtlista
Alla låtar är skrivna och komponerade av Ian Gillan, Roger Glover, Jon Lord, Steve Morse och Ian Paice. 
| Nr  | Titel                           | Längd |
| --- | ------------------------------- | ----- |
| 1.  | Ted the Mechanic                | 4:17  |
| 2.  | Loosen My Strings               | 5:59  |
| 3.  | Soon Forgotten                  | 4:47  |
| 4.  | Sometimes I Feel Like Screaming | 7:31  |
| 5.  | Cascades: I'm Not Your Lover    | 4:43  |
| 6.  | The Aviator                     | 5:20  |
| 7.  | Rosa's Cantina                  | 5:12  |
| 8.  | A Castle Full of Rascals        | 5:11  |
| 9.  | A Touch Away                    | 4:36  |
| 10. | Hey Cisco                       | 5:53  |
| 11. | Somebody Stole My Guitar        | 4:09  |
| 12. | The Purpendicular Waltz         | 4:43  |